# Erzbistum Delhi
Das Erzbistum Delhi (lateinisch Archidioecesis Delhiensis) ist eine Erzdiözese der römisch-katholischen Kirche in Indien mit Sitz in Delhi.
Das Erzbistum Delhi umfasst die Distrikte Gurugram, Faridabad, Rohtak, Rewari, Mahindergarh, Jhajjar und Sonipat im Bundesstaat Haryana und das gesamte Unionsterritorium von Delhi.

## Geschichte
Das Erzbistum wurde am 13. September 1910, zunächst unter dem Namen Erzbistum Simla (bis 1937, später Erzbistum Delhi und Simla bis 1959), aus Teilen des Erzbistums Agra und des Bistums Lahore errichtet.

## Kirchenprovinz
- Erzbistum Delhi

1. Bistum Jalandhar
2. Bistum Jammu-Srinagar
3. Bistum Simla und Chandigarh

## Ordinarien

### Erzbischof von Simla
- Anselm Edward John Kenealy OFMCap (1910–1936)
  - Anselm Edward John Kenel OFMCap (1936–1937 als Apostolischer Administrator)

### Erzbischöfe von Delhi und Simla
- Silvestro Patrizio Mulligan OFMCap (1937–1950)
  - John Burke (1950–1951 als Apostolischer Administrator)
- Joseph Alexander Fernandes (1951–1959)

### Erzbischöfe von Delhi
- Joseph Alexander Fernandes (1959–1967)
- Angelo Innocent Fernandes (1967–1990)
- Alan Basil de Lastic (1990–2000)
- Vincent Michael Concessao (2000–2012)
- Anil Couto (seit 2012)